# Campionati mondiali juniores di slittino 1995
I Campionati mondiali juniores di slittino 1995 si sono disputati a Lake Placid, negli Stati Uniti, l'11 e il 12 febbraio 1995. Il tracciato situato nello Stato di New York, che fu sede delle III e delle XIII olimpiadi invernali, ospita la manifestazione iridata di categoria per la prima volta.

## Podi[1][2]
| Evento         | Oro | Tempo | Argento                                                                                           | Tempo | Bronzo                                                                                               | Tempo |
| Singolo Uomini | Markus Kleinheinz                                                                                       |       | Lawrence Dolan                                                                                    |       | Tony Benshoof                                                                                        |       |
| Singolo Donne  | Maryann Baribault                                                                                       |       | Claudia Schramm                                                                                   |       | Heike Schüler                                                                                        |       |
| Doppio         | Christian Niccum Matthew McClain                                                                        |       | Tony Benshoof Lawrence Dolan                                                                      |       | Karol Rusnak Jaroslav Slávik                                                                         |       |
| Gara a squadre | Stati Uniti Tony Benshoof Lawrence Dolan Maryann Baribault Alice Trend Christian Niccum Matthew McClain |       | Germania Ronny Heitmann Felix Penner Claudia Schramm Heike Schüler André Florschütz Falk Rossmann |       | Russia Sergej Lozinskij Aleksandr Maslenicin Elena Leskina Ulla Popova Nikolaj Bogovič Vasilij Sutko |       |

## Medagliere
| Posiz. | Nazione    | Oro | Argento | Bronzo | Totale |
| ------ | ---------- | --- | ------- | ------ | ------ |
| 1      | Germania   | 3   | 2       | 1      | 6      |
| 2      | Austria    | 1   | 0       | 0      | 1      |
| 3      | Germania   | 0   | 2       | 1      | 3      |
| 4      | Russia     | 0   | 0       | 1      | 1      |
| 4      | Slovacchia | 0   | 0       | 1      | 1      |